# Xarxa de Vigilància i Previsió de la Contaminació Atmosfèrica

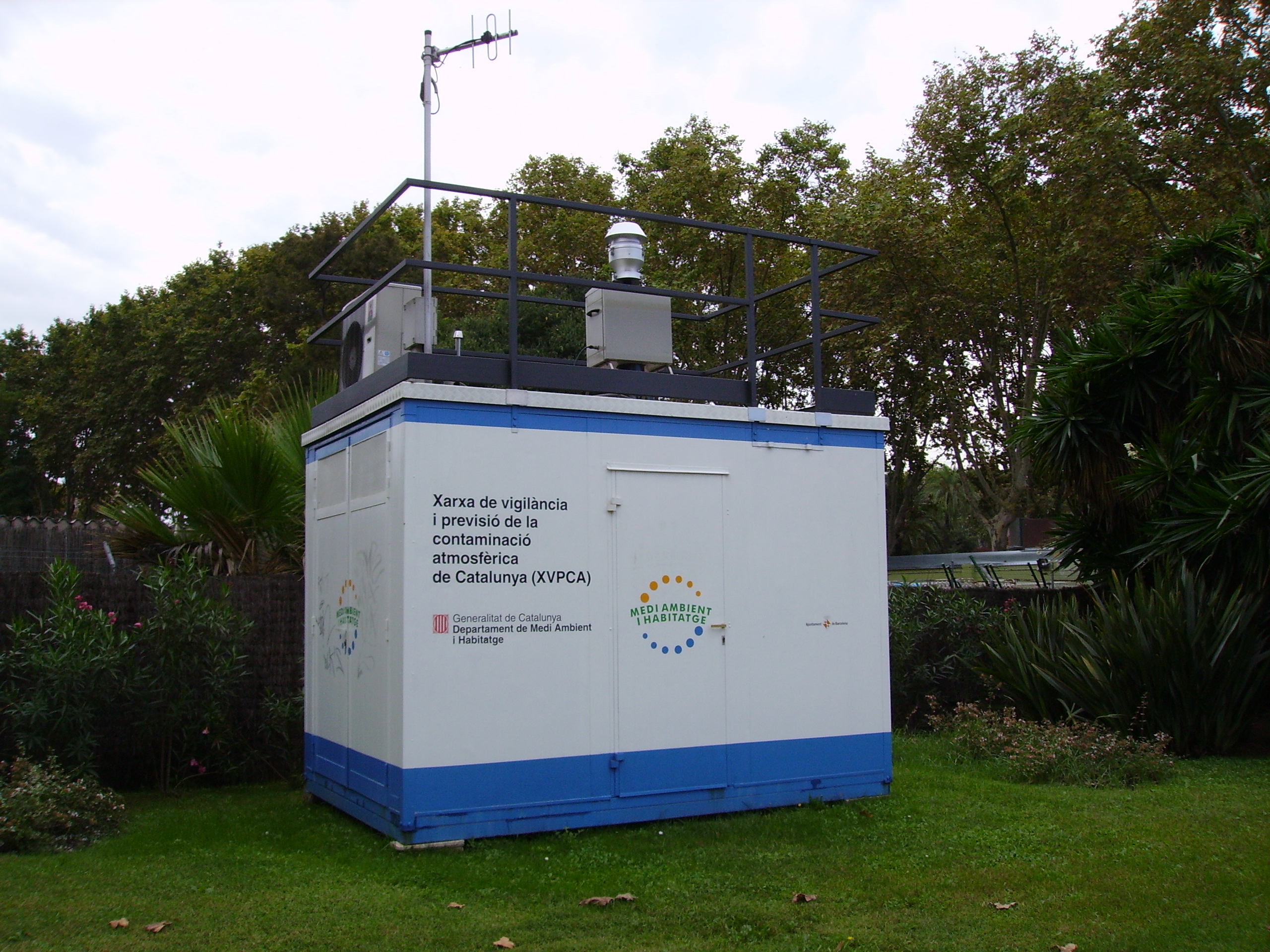
Estació de mesura de la XVPCA

La Xarxa de Vigilància i Previsió de la Contaminació Atmosfèrica (XVPCA) és un sistema de detecció dels nivells d'immissió dels principals contaminants que afecten la qualitat de l'aire, implantada a Catalunya. Està constituïda per un conjunt de punts de mesurament (manuals o automàtics) distribuïts pel territori, en els quals s'ubiquen els equips de mostreig i d'anàlisi de contaminants atmosfèrics.

## Descripció
Per complir la normativa vigent sobre qualitat de l'aire i degut a la impossibilitat de mesurar les concentracions dels diferents contaminants a tots els punts d'un territori, el territori català està dividit en diferents zones de qualitat de l'aire (ZQA). En cada una d'aquestes zones s'identifiquen diferents àrees i s'agrupen territoris que tenen característiques similars (àrees urbanes, suburbanes o rurals). D'acord amb la normativa és suficient disposar de dades per a cada tipus d'àrea dins d'una zona, i els resultats es podran estendre a tota una zona de qualitat de l'aire equivalent. La subdivisió territorial teòrica no fa la unanimitat.
La xarxa s'estructura de forma piramidal. Les estacions amb equips que capten les mesures (mitjanes quinzeminutals o semihoràries) repartides pel territori, envien les dades als Centres d'Anàlisi, i d'aquí van al Centre Receptor i Coordinador de Dades, on es validen, s'emmagatzemen i es gestionen. Hi ha analitadors automàtics i sensors manuals. El 1994 hi havia 56 estacions automàtiques i 288 de manuals,, el 2001 hom comptava amb 69 d'estacions automàtiques i 238 de manuals. Unes unitats mòbils de vigilància complementen l'èquip.

## Índex Català de Qualitat de l'Aire
L'Índex Català de Qualitat de l'Aire (ICQA) és un sistema d'informació pública de l'estat de la qualitat de l'aire implantat a Catalunya des del gener de 1995. De tots els contaminants atmosfèrics, n'hi ha que repercuteixen més negativament sobre la salut: les partícules en suspensió, l'ozó(O3), el diòxid de nitrogen (NO2) i el diòxid de sofre (SO2), pels quals l'Organització Mundial de la Salut (OMS) fixa uns límits màxims d'immissió. L'OMS va publicar el 2006 una actualització de les guies de qualitat de l'aire referent a aquests contaminants, basades en l'avaluació d'experts de les proves científiques del moment, amb l'objectiu d'aportar unes directrius pels encarregats de formular polítiques de gestió de qualitat de l'aire. Seguint aquestes directrius, pell càlcul de l'ICQA, s'utilitzen els nivells d'immissió recollits per la XVPCA dels següents contaminants: el monòxid de carboni (CO), el diòxid de nitrogen (NO2), el diòxid de sofre (SO2), l'ozó (O3) i les partícules en suspensió (PM10). El resultat final de l'ICQA es presenta com una xifra única i sense unitats que pondera l'aportació dels diferents contaminants mesurats (CO, NO2, SO2, O3 i PM10) a la qualitat global de l'aire, per tal que sigui un indicador comprensible pel gran públic.